# 비선
비선(鼻腺, 영어: Nasal Gland)은 비점막의 호흡계통 부위의 외분비샘이다. 비선에는 종류가 3개 있다: 전방장액샘(anterior serous gland), 장액점액샘(seromucous gland), 보우만샘(Bowman gland).

## 샘

### 전방장액샘
전방장액샘은 비점막을 촉촉하게 만드는 일을 도와준다.

### 장액점액샘
장액점액샘은 앞콧구멍에서 주로 볼 수 있으며, 비강 안에서도 발견된다.

### 보우만샘
보우만샘(Bowman gland)은 후각 부위의 냄새를 맡을 수 있도록 도와주는 장액샘이다.

## 참고 문헌
1. Medical Definition
2. Pediatric Otolaryngology